# Robič
Robič je naselje v Občini Kobarid. Tu se je v davnini podrl del strmega severnega roba Matajurja, o čemer priča mogočen kamnit podor. To je skalnati jez Molida, ki ga zarašča leščevje. Za njim je nastalo jezero, ki nanj še spominja ledinsko ime Na jezeru. Tudi v pobočju Matajurja je viden odlom, ki je baje s svojim podorom zasul prvotno naselje. Skalnati prag deli Starijsko podolje ob reki Idriji od Krejskega podolja ob Nadiži oziroma Kobariško Blato od Krejskega Blata. Robič je večji del zime brez sonca, saj posije prvič v letu šele sredi februarja.  
V Robiču so pri kopanju temeljev zadeli ob tlak iz klesanega kamna, ki je pripadal neki rimski stavbi. Odkrili so tudi ostanke cestnega tlaka in našli rimske novce ter druge predmete. V Molidi, vzhodno od Robiča so v 19. stoletju našli redek rimski zlatnik cesarja Valentinjana III. (425 – 455) z napisom DV. PG. A. VALENTINIANUS P. F. AG. Ob gradnji železniške proge skozi Molido so menda naleteli na antične najdbe, vendar o tem ne vemo nič zanesljivega. Okolica Robiča pa je bila naseljena že v bronasti dobi.
O Molidi govori ljudska pripovedka, da tam leži pokopano mesto. Ljudje, ki so tam živeli naj bi bili premožni, preobjedeni vsega in objestni, zato jih je doletela »božja kazen«. Nadnje se je sesul z Matajurja moleči del skalnatega roba. 
Med drugo habsburško-beneško vojno so cesarski vojaki l. 1616 premagali beneško vojsko.
Leta 1694 se je vnel hud in zelo dolg prepir med Benečani in vaščani Robiča zaradi lastništva planine Razor na južni strani Mije. Benečani so trdili, da so oddali planino le v najem, v Tolminu pa so l. 1765 dokazali, da Robič plačuje najemnino tolminskemu urbarju že več kot sto let.
Zaradi tihotapstva v ob beneški meji so v času Marije Terezije postavili v Robiču finančno postajo. Leta 1786 so jo premestili v Kred. Napoleon je mejo spremenil, Robič je pripadal Avstrijskemu cesarstvu, pot do Kreda, ki je spadal v Napoleonovo kraljestvo Italija, je bila presekana. Po l. 1815 so Avstrijci zasedli Benečijo, meja pa se je ponovno približala l. 1866, zato so v Robiču odprli carinski urad. 
Z Videmskim sporazumom l. 1955 je bil urejen obmejni promet na mednarodnem mejnem prehodu Robič. Carinski prostori so bili najprej nastanjeni v zasilni baraki na mejnem prehodu. Gibanje na meji je oživelo in čeprav je bila kontrola stroga, so se ljudje hitro znašli in zašili nove obleke s skritimi žepi. Odprta meja je pomenila tudi zbliževanje in sodelovanje z mejnimi občinami in raznimi kulturnimi, planinskimi in drugimi društvi.